# Juan de Surdis
Juan de Surdis (en húngaro: De Surdis János) (? - 1 de junio de 1378) trigésimo octavo arzobispo de Estrigonia.

## Biografía
Juan de Surdis luego de sus años como estudiante fue nombrado canónigo de Piacenza, y cerca de 1345 fue nombrado canónigo de Csázma por su antiguo compañero Jacobo de Piacenza. En 1349 el obispo Nicolás Vásári pidió al Papa Clemente VI que Juan fuese nombrado prespósito de Zagreb, sin embargo el pontífice lo nombró prepósito de Kalocsa. En 1350 Dionisio Lackfi envió a Juan de Surdis a Aviñón por el pallium arzobispal de Vásári.
Luis I de Hungría condujo varias campañas contra el reino de Nápoles, enviando a Italia a Juan de Surdis en muchas oportunidades como embajador real. En 1361 fue nombrado prepósito de Eger y en 1362 viajó a Aviñón como embajador. En 1363 fue nombrado obispo de Vác y pronto recibió la confirmación de su puesto, y fue nombrado tesorero real. En 1364 viajó a Venecia y luego a Aviñón, informándole al Papa Urbano V que su rey Luis I de Hungría estaba listo para apoyar con sus ejército el regreso del pontífice a la ciudad de Roma. En 1369 Juan viajó a Roma como enviado papal, y Luis I lo nombró regente de Eslavonia en honor a sus méritos, obsequiándole el castillo de Lipovec.
En 1375 Juan de Surgis fue nominado al cargo de obispo de Győr, pero antes de suceder, fue nombrado arzobispo de Estrigonia, ascendiendo al cargo jerárquico más alto de la Iglesia en Hungría. Sin embargo solo se mantuvo en la silla hasta su muerte en 1378.